# 대기 궤도
대기 궤도(待機軌道, parking orbit)는 인공위성이나 우주 탐사선 등을 발사한 후, 타 행성 궤도나 태양 궤도, 또는 심우주 등 예정된 본 궤도로 접어들기 전에 임시로 지구의 주위를 도는 궤도이다. 주차 궤도라고도 한다. 발사체는 먼저 대기 궤도에 안착한 다음 어느 정도 대기 궤도에서 돌면서 장비 점검 등을 수행한 이후, 추진하여 본 궤도로 접어들게 된다. 이와 반대되는 개념으로 '궤도 직진입'이 있는데, 이것은 로켓의 연료 분사가 로켓의 단을 분리할 때 외에는 연료가 다 떨어질 때까지 항상 분사되어 발사체가 대기 궤도를 거치지 않고 곧바로 본 궤도로 접어드는 것을 가리킨다.

## 장점
대기 궤도의 장점으로는 다음과 같은 것들이 있다:
- 지구 궤도 외의 다른 궤도에 진입하기 위한 발사체의 경우, 대기 궤도를 사용하지 않는다면 보통은 분 내지는 초 단위로 정밀하게 발사 시간이 조정되어야만 한다. 대기 궤도를 사용하면 이러한 발사 가능 시간대(launch window)가 수 시간 단위로 넓어진다.
- 지구 저궤도이외의 궤도를 사용하는 임무에서는 보통 최종 추진을 수행하는 장소가 궤도 직진입을 통해 진입하기 힘든 장소이다. 예를 들어, 지구를 탈출하고자 할 때 통신의 편의를 위해 지구의 북반구를 확장한 영역으로 발사체를 보내고 싶을 때에 적절한 최종 추진 수행 장소는 남반구를 확장한 영역이다. 대기 궤도를 사용하면 남반구 확장 영역에 발사체가 위치했을 때 추진을 수행함으로써 북반구 확장 영역으로 발사체를 보낼 수 있게 된다.
- 정지 궤도 임무에서는 최종 추진을 수행하는 장소가 적도 상에 위치한다. 이때 정지 궤도에 쉽게 안착하기 위해서 궤도 직진입 방식보다 대기 궤도를 이용할 수 있다. 대기 궤도 상의 발사체가 적도 상에 위치했을 때 추진을 수행하여 정지 이송 궤도로 발사체를 올려놓을 수 있다.
- 유인 달 탐사선의 경우에, 탑승한 승무원들은 탐사선이 본격적으로 달로 떠나기 전, 아직 지구와 가까울 때에 지구와 쉽게 교신하며 중간 점검을 수행할 수 있다.
- 높은 근지점 고도가 요구되는 경우, 발사체는 타원형의 대기 궤도에 진입한 후 원지점에서 추진하여 근지점 고도를 높여나갈 수 있다.

## 단점
대기 궤도의 가장 큰 단점으로는 우선 발사체가 궤도에 진입한 후, 무중력 상태에서 다시 추진하여 나가야 하므로 지표면에서부터 올라온 관성을 사용할 수 없다는 것이다. 또한 지표면에서 발사하여 대기 궤도에 진입하기까지의 최초 추진과, 대기 궤도에서 수행하는 최종 추진의 두 차례로 나뉘어 점화가 일어나야 하므로, 점화되었다가 멈춘 후 다시 점화할 수 있는 발사체를 설계해야 한다. 고체연료를 사용하는 로켓은 점화한 후 멈출 수가 없기 때문에, 액체연료를 사용하는 로켓으로만 대기 궤도를 이용할 수 있다.

그러나 액체연료를 사용하는 경우에도 몇 가지 이유로 인한 난점들은 존재한다:
- 대기 궤도에 안착하여 엔진을 멈추면 대기 궤도 상에서는 발사체가 무중력 상태가 되므로 액체로 된 연료가 연료 탱크의 밑부분에만 남아 있을 수가 없다. 연료는 연료 탱크 안을 자유롭게 떠다닐 것이며, 엔진으로 들어가는 파이프가 열린다 해도 그곳으로 연료가 들어가기 힘들게 된다. 따라서 재점화가 힘들어지게 되는데, 이러한 현상을 방지할 수 있는 연료 탱크를 설계해야 한다. (궤도 직진입 방식의 경우 같은 우주 공간으로 나간다 해도 발사체 내부가 무중력 상태가 되는 일은 없는데, 이는 끊임없이 발사체가 가속되고 있으므로 연료 탱크 내부가 어느 정도의 중력을 가진 것과 같은 공간이 되기 때문이다. 뉴턴의 운동 법칙을 참조하라.)
- 더 오랜 시간 동안 사용 가능한 배터리가 장착되어야 하고, 유인 우주선의 경우 더 많은 식량이 필요해진다.
- 어떤 엔진들은 점화 시 특이한 물질(또는 구조)을 사용하는데, 두 번째의 점화를 위해 두 단계의 점화 물질(또는 구조)을 탑재해야 한다.
- 더욱 치밀한 단열이 필요하다. 특히 액체연료를 액체 상태로 보관하는 저온 연료 탱크에서 연료가 끓어 소실되는 것을 막기 위해 철저히 저온을 유지할 수 있어야 한다.
- 장시간 대기 궤도를 유지하기 위해서 더 높은 수준의 관성 항법 장치를 필요로 한다.
- 최종 추진을 위해 발사체의 자세를 제어하기 위하여 반동 제어 시스템을 필요로 한다. 또한, 발사체의 특정 부분이 과도하게 고온 또는 저온이 되지 않게 하기 위하여 대기 궤도에 있는 동안 끊임없이 자세를 제어해 주는 과정이 필요할 수 있다.

## 사례
- 아폴로 계획에서 대기 궤도가 모든 상기 이유들(정지 궤도 관련 이유 제외)로 인해 사용되었다.
- 국제 우주 정거장(ISS)에 도달하기 위한 우주 왕복선의 경우 대기 궤도를 사용하지 않는데, 이는 국제 우주 정거장이 지구 저궤도 상에 있기 때문이다. 지구 저궤도 임무의 경우 대기 궤도는 큰 도움이 되지 않는다. 또한, 발사 가능 시간대를 넓혀 주는 대기 궤도의 장점도 큰 매력이 없는데, 국제 우주 정거장이 항상 지구를 돌고 있기 때문에 발사 기회가 거의 매일 있기 때문이다.
- 한편, 갈릴레오 호와 같이 다른 행성으로 발사할 발사체를 탑재한 우주 왕복선은 대기 궤도를 사용하여 최종 추진 장소까지 탑재한 발사체를 운반한다.